# Lijst van rijksmonumenten in Goor
De plaats Goor telt 9 inschrijvingen in het rijksmonumentenregister. Hieronder een overzicht.
| Object                                                                                             | Oorspronkelijke functie?  | Bouwjaar             | Architect | Locatie            | Coördinaten?                  | Nr.?   | Afbeelding                     |
| -------------------------------------------------------------------------------------------------- | ------------------------- | -------------------- | --------- | ------------------ | ----------------------------- | ------ | ------------------------------ |
| Braakmolen                                                                                         | Industrie- en poldermolen | 1856                 |           | De Braak 5         | 52° 13' 52" NB, 6° 35' 49" OL | 16530  | Meer afbeeldingen              |
| Hofkerk                                                                                            | Kerk en kerkonderdeel     | 1600 (ingebruikname) |           | Kerkstraat 23      | 52° 13' 56" NB, 6° 34' 50" OL | 16532  | Meer afbeeldingen              |
| Toren der Hervormde Kerk                                                                           | Kerk en kerkonderdeel     | mogelijk rond 1500   |           | Kerkstraat bij 23  | 52° 13' 56" NB, 6° 34' 49" OL | 16533  | Meer afbeeldingen              |
| Op een verhoging met een natuurlijk talud opgericht gietijzeren grafmonument voor Thomas Ainsworth | Begraafplaats en -onderdl | 1841                 |           | Laarstraat bij 36  | 52° 14' 5" NB, 6° 35' 1" OL   | 16534  | Meer afbeeldingen              |
| Bijgebouw bij "Huis Heeckeren"                                                                     | Bijgebouwen kastelen enz. | begin 19e eeuw       |           | Lintelerweg 5      | 52° 14' 24" NB, 6° 35' 37" OL | 16535  | Bijgebouw bij "Huis Heeckeren" |
| Huis Heeckeren                                                                                     | Kasteel, buitenplaats     | 17e eeuw (kern)      |           | Lintelerweg 5      | 52° 14' 24" NB, 6° 35' 37" OL | 16536  | Meer afbeeldingen              |
| Israëlitische begraafplaats                                                                        | Begraafplaats en -onderdl |                      |           | Molenstraat bij 12 | 52° 14' 13" NB, 6° 35' 19" OL | 16537  | Meer afbeeldingen              |
| Terrein waarin aanleg en overblijfselen van de havezathe Olijdam                                   | Archeologisch monument    | late Middeleeuwen    |           |                    | 52° 13' 37" NB, 6° 34' 55" OL | 45425  | Upload foto                    |
| Villa, thans deel uitmakend van het gemeentehuis                                                   | Woonhuis                  | 1880                 |           | Diepenheimseweg 1  | 52° 13' 54" NB, 6° 34' 51" OL | 506443 | Meer afbeeldingen              |